# Marcos Giron
 Marcos Giron  nacido el 24 de julio de 1993 en Thousand Oaks, es un tenista profesional estadounidense.

## Carrera
Comenzó a jugar al tenis a los seis años. Su superficie favorita es la pista dura. Su tiro más contundente es el drive. Su torneo predilecto es el US Open. Los ídolos de su niñez fueron Pete Sampras, Andre Agassi y Roger Federer.
Jugó tenis universitario en UCLA y ganó el título nacional en individuales masculino de la NCAA en 2014.

## Títulos ATP (1; 1+0)

### Individual (1)
| Leyenda                         |
| Grand Slam (0)                  |
| ATP Wourld Tour Finals (0)      |
| ATP World Tour Masters 1000 (0) |
| ATP World Tour 500 (0)          |
| ATP World Tour 250 (1)          |

| N.º | Fecha               | Torneo  | Superficie | Oponente en la final | Resultado        |
| --- | ------------------- | ------- | ---------- | -------------------- | ---------------- |
| 1.  | 21 de julio de 2024 | Newport | Hierba     | Alex Michelsen       | 6-7(4), 6-3, 7-5 |

#### Finalista (2)
| N.º | Fecha                    | Torneo    | Superficie | Oponente en la final | Resultado        |
| --- | ------------------------ | --------- | ---------- | -------------------- | ---------------- |
| 1.  | 25 de septiembre de 2022 | San Diego | Dura       | Brandon Nakashima    | 4-6, 4-6         |
| 2.  | 11 de febrero de 2024    | Dallas    | Dura (i)   | Tommy Paul           | 6-7(3), 7-5, 3-6 |